# João Pereira Bastos
João Pereira Bastos (Lisboa, 29 de janeiro de 1865 — Lisboa, 3 de agosto de 1951) foi um oficial general do Exército Português, figura de grande prestígio político e militar, que, entre outras funções de relevo, foi deputado à Assembleia Constituinte de 1911 e deputado ao Congresso da República, onde participou em várias comissões parlamentares de Guerra, foi Ministro da Guerra, liderou a Escola Preparatória de Oficiais Milicianos (de grande importância para o esforço de guerra português durante a Grande Guerra) e foi Chefe do Estado-Maior do Exército, tendo sido exonerado pela Ditadura Militar em 1926.

## Biografia
João Pereira Bastos nasceu em Lisboa, filho de João Duarte Figueiredo e de Casimira Sant’Ana Pereira. Em 1882 assentou praça no Exército e, depois de frequentar os estudos preparatórios na Escola Politécnica de Lisboa, ingressou na Escola do Exército, onde fez os cursos de Artilharia e Estado-Maior. Em 1902 concluiu a instrução prática de tiro. Na sua carreira militar foi sucessivamente promovido a segundo-tenente em 1888, a capitão em 1915 e a coronel em 1917. Atingiu o posto de general, promovido por distinção em 1922, por força da Lei n.º 1337, de 30 de agosto de 1922, aprovada pelo Congresso da República.
Foi encarregado de coordenar os estudos para a reorganização do Exército, em cumprimento do decreto do governo de José Luciano de Castro de 7 de setembro de 1899. Após o regicídio de 1908 foi responsável pela segurança dos palácios reais.
Na sua carreira militar, após a revolução de 5 de Outubro de 1910 foi nomeado chefe do Estado-Maior da 1.ª Divisão Militar, cargo que exerceu entre 5 de outubro de 1910 e 1912. Colaborou na reforma do Exército conduzida pelo governo de Afonso Costa nos anos de 1913 e 1914. Foi governador do Campo Entrincheirado de Lisboa. Dirigiu a criação da Escola de Oficiais Milicianos, de que foi o primeiro comandante. Promovido a oficial general em 1922, terminou a sua carreira militar como Chefe do Estado-Maior do Exército, cargo que exerceu de 1924 a 1926, tendo sido demitido pelo governo da Ditadura Militar.
Ao longo da sua carreira militar esteve envolvido em diversos golpes e intentonas, tendo participado na revolta de 14 de Maio de 1915, sendo preso em 23 de dezembro de 1917, em 12 de outubro de 1918 e em 13 de janeiro de 1919.
Foi Ministro da Guerra do 5.º governo republicano, em funções 9 de janeiro de 1913 a 9 de fevereiro de 1914,l iderado por Afonso Costa. Foi o primeiro governo do Partido Republicano Democrático, com eleições para os deputados a 16 de novembro de 1913, e eleições para os corpos administrativos a 30 de novembro daquele ano. 
Foi eleito deputado à Assembleia Constituinte de 1911, nas listas do Partido Republicano Português, pelo círculo eleitoral de Chaves, iniciando uma participação política como deputado que duraria até 1925. Na sua carreira parlamentar, foi presidente da comissão parlamentar de Guerra da Câmara de Deputados de 1914 a 1918. Em 1919 voltou ao Parlamento eleito pelo círculo eleitoral de Lamego e em 1922 pelo círculo eleitoral de Moncorvo.
Foi membro da Maçonaria desde 1893, com o nome simbólico de Descartes, aderiu ao ideário republicano desde os tempos de estudante. Foi militante do Partido Republicano Português. Em 1920 passou a militar no Partido Reconstituinte, seguindo sempre Álvaro de Castro, mas em 1926, com o advento da Ditadura Militar, abandonou em definitivo a actividade política. Contudo, em 1946 assinou a lista do Movimento de Unidade Democrática.
Colaborou em diversos periódicos, entre os quais A Pátria, A Capital, Notícias da Beira (1911), O Mundo (1911-1912), O Século (1914-1915), Diário de Notícias (1922-1926 e 1930), A Montanha (1929-1930) e República.
Foi agraciado com o grau de cavaleiro da Legião de Honra de França. Foi casado com Maria Adelaide Ricca Pereira Basto, casamento de que houve descendência.